# Демичев, Вячеслав Ефимович
Вячеслав Ефимович Демичев (1950, Саратов, Саратовская область, РСФСР, СССР — 1975, там же) — советский серийный убийца, совершивший убийство в 1970 году и серию убийств несовершеннолетних девочек, сопряжённых с изнасилованиями, в 1974 году на территории города Саратов. В 1975 году он был приговорён к смертной казни через расстрел и впоследствии расстрелян. Известен под прозвищами «Маньяк из пожарной части» и «Маньяк в военной форме».

## Биография

### Детство и юность
Вячеслав Демичев родился в 1950 году в Саратове. Детство и юность провёл в социально неблагополучной обстановке. Его отец Ефим Демичев, бригадир резервных проводников на железной дороге, проявлял агрессивное поведение по отношению к его матери и открыто ей изменял. В начале 1960-х, не выдержав издевательств супруга, мать Вячеслава стала проявлять признаки психического расстройства и в конечном итоге оказалась в психиатрической больнице. Отец Демичева, в то время как его жена проходила курс лечения, продолжал вести активную половую жизнь, часто менял сексуальных партнёрш, с которыми некоторое время сожительствовал в своей квартире, свидетелем чего был Вячеслав. Сам Демичев впоследствии признавался, что отец и его патологически повышенное половое влечение сильно повлияли на его психоэмоциональное состояние. В школьные годы Демичев постоянно занимался спортом, благодаря чему его физическое развитие шло быстрее, чем у его сверстников. К 1970 году рост Вячеслава Демичева составлял около 2 метров, а вес — около 100 килограмм. Он предпочитал вести здоровый образ жизни, не курил и не был склонен к употреблению алкогольных напитков. После окончания средней школы Демичев был призван в ряды Советской армии. Военную службу проходил на территории Дальнего Востока. По словам Демичева, во время службы в армии он кулаком убил нападавшего на него волка. Отслужив, он вернулся в Саратов и устроился работником пожарной части № 2, которая расположена в Саратове по адресу Университетская, 37 Б. На рабочем месте Демичев характеризовался крайне положительно, однако ряд его друзей и знакомых вне работы характеризовали Вячеслава весьма неоднозначно. Став пожарным, Демичев ушёл из родительского дома и поселился в доме, где был расположен магазин под названием «Петушок». В этот период он так же, как и его отец, стал демонстрировать патологически повышенное половое влечение и половую активность. Всё свободное время он вместе со своим близким другом по фамилии Волков, студентом юридического института, проводил в кафе под названием «Садко», которое находилось на втором этаже здания, где располагался кинотеатр «Пионер». Обладая высоким ростом, приятной внешностью и атлетической фигурой, Вячеслав Демичев пользовался огромным успехом у женского пола, благодаря чему без особых усилий заводил знакомства с разными девушками в кафе «Садко», которых затем приглашал в свою квартиру, где они занимались сексом. Впоследствии ряд сексуальных партнёрш Демичева заявили сотрудникам правоохранительных органов о том, что Демичев во время интимной близости часто демонстрировал признаки различных сексуальных девиаций, в частности любил разыгрывать с девушками сцены изнасилований. В то же время у Вячеслава Демичева была официальная невеста, которая являлась секретарём Кировского районного суда. Девушка жила на противоположной стороне улицы, где располагалась квартира Демичева, и прекрасно знала о многочисленных сексуальных связях Демичева с другими девушками, но несмотря на это продолжала с ним встречаться.

### Убийства
26 апреля 1974 года Демичев встретил на перекрёстке улиц Московской и Университетской 11-летнюю Дарью Завадникову, которая возвращалась домой с занятий в художественной школе. Он попросил её ему помочь и отправиться с ним на спортивные соревнования, чтобы держать скакалку. Так как Демичев был одет в военную форму, он не вызвал никаких подозрений у девочки, вследствие чего она согласилась пойти с ним, после чего Демичев завёл ребёнка на старообрядческое кладбище, которое находится за автовокзалом в Саратове. Он изнасиловал девочку, после чего сбросил её с высоты в склеп и ушёл. Дойдя до автовокзала, Демичев не обнаружил среди своих личных вещей платка, после чего осознал, что обронил его на месте совершения преступления, и вернулся на кладбище. Найдя платок, Демичев с удивлением обнаружил, что Дарья не умерла, вследствие чего он проник в склеп и несколько раз ударил девочку головой об кирпичную стену склепа, после чего засунул её тело в колючую проволоку и ушёл. Несмотря на это, Дарья Завадникова сумела выжить. Она пролежала почти двое суток в сырости, обёрнутая колючей проволокой, с пробитой головой, прежде чем была обнаружена семейной парой, которая 28 апреля 1974 года отправилась в гости к знакомым через старообрядческое кладбище. Девочка провела месяц в реанимации в состоянии комы, но впоследствии быстро поправилась. Завадникова, будучи ученицей художественной школы, обладала хорошей зрительной памятью, благодаря чему по просьбе сотрудников милиции нарисовала портрет Вячеслава Демичева, которому он очень хорошо соответствовал.
20 июня 1974 года Демичев поздно вечером совершил около магазина «Петушок» на перекрёстке улиц Слонова и Степана Разина нападение на молодую девушку, которую он изнасиловал и убил. Несмотря на то, что всё произошло в людной местности, Демичеву практически удалось совершить идеальное убийство. Во время расследования сотрудники правоохранительных органов не смогли найти ни единого свидетеля преступления. Так как труп девушки Демичев оставил полностью в обнажённом виде, личность убитой пришлось установить шокирующим для СССР методом: фотография убитой была показана по телевидению. Вскоре в милицию обратилась девушка, которая опознала жертву. Убитой оказалась 16-летняя Елена Васильева, которая росла в социально неблагополучной обстановке. В ходе расследования её убийства сотрудники милиции допросили её родителей, но они оба страдали алкогольной зависимостью и даже не заметили исчезновения дочери.
В начале июля 1974 года, продемонстрировав выраженный ему образ действия, Вячеслав Демичев совершил нападение на 17-летнюю Галину Улыбину, которую изнасиловал и задушил.
Последней жертвой преступника стала 11-летняя Элла Томич. Семья девочки приехала в Саратов в отпуск из Казахстана, где проходил военную службу отец Эллы в звании майора медицинской службы. В день убийства девочки родители попросили её отнести бабушке рыбу, которую наловил её отец на Волге. Бабушка Эллы Томич проживала недалеко от магазина «Петушок», возле которого Элла встретила Демичева. Он пообещал маленькой Элле поймать ей птичку, которая ей очень нравилась. С этой целью он уговорил девочку прогуляться с ним до телевышки, которая была расположена в лесистой местности на окраине Саратова. Оказавшись в безлюдном месте, Вячеслав Демичев совершил нападение на Эллу, в ходе которого изнасиловал и задушил её. Труп девушки был обнаружен грибниками только лишь через неделю после убийства.

### Арест, следствие и суд
Так как согласно показаниям выжившей жертвы Демичевой — Дарьи Завадниковой, преступник был одет в военную форму, милиция в ходе поиска убийцы сконцентрировала свои усилия по проверке военных, курсантов, солдатов-срочников, а также дезертиров, но результата это не дало. Вскоре расследование всех уголовных дел взяла на контроль областная прокуратура, а все материалы были объединены в одно делопроизводство.
Из свидетельств Николая Выхорева, в 1970-е годы работавшего инспектором уголовного розыска Фрунзенского РОВД Саратова:
Мы выдохлись. Работали без выходных. Подворные обходы, беседы с жильцами: кто что видел, слышал. Вечер, сидим. Я, значит, говорю: «А почему военные? Почему мы пожарников не проверяем?». Форма-то такая же. И место: девчонки пропадали рядом с пожаркой №2. Подняли личные дела. А в них фотографии были. Начали сравнивать с портретом.
В ходе проверки личных дел сотрудников пожарной части № 2 Николай Выхорев сравнил портрет преступника, нарисованный Дарьей Завадниковой, с фотографиями из личных дел, после чего решил задержать Вячеслава Демичева, фотография которого очень хорошо соответствовала портрету. Явившись в пожарную часть, Выхорев нашёл Демичева. Так как Вячеслав обладал большой физической силой и мог оказать сопротивление при аресте, Николай Выхорев с целью заманить его в отделение милиции пошёл на хитрость. В ходе разговора с Демичевым он сообщил ему, что его, как и его остальных коллег, представили к награде за участие в тушении пожаров на территории города Энгельс. Выхорев убедил Демичева, что награждение состоится во Фрунзенском РОВД, после чего Демичев переоделся и добровольно сел в машину к Николаю Выхореву. После того, как Демичев оказался в РОВД, туда привезли Дарью Завадникову, её родителей, понятых, врача и психиатра. Увидев Демичева, девочка впала в истерику. Зайдя в комнату во второй раз, Дарья уверенно опознала Демичева в качестве насильника, после чего начался его допрос. Во время первых допросов он всё отрицал, но впоследствии под тяжестью неопровержимых доказательств дал признательные показания в совершении изнасилований и убийств. Кроме этого, его причастность была подтверждена результатами криминалистическо-дактилоскопической экспертизы отпечатков пальцев, оставленных им на месте совершения преступлений. Кроме известных следствию преступлений, во время допросов Вячеслав Демичев поведал следователям детали убийства, в совершении которого его никогда не подозревали. Демичев заявил, что в 1970 году во время службы в армии ему дали отпуск. Вернувшись в Саратов, он отправился на рыбалку. Вечером того дня он возвращался домой с хорошим уловом и на пересечении улиц Чернышевского и Валовой встретил трёх незнакомых ему молодых людей, которые попросили его приобрести им алкоголь. По неизвестной причине Демичев согласился и впоследствии принял участие в застолье с новыми знакомыми, один из которых вскоре совершил на Вячеслава нападение, в ходе которого ударил его по голове кирпичом. Демичев покачнулся от удара, но не потерял сознание. Он быстро пришёл в себя и вступил в драку с парнями, в ходе которой одного из них убил, а другим нанёс серьёзные травмы. Проверив уголовные дела прошлых лет, следователи действительно обнаружили нераскрытое убийство молодого парня в 1970 году, свидетелями которого стали два его друга, утверждавших, что убийство было совершено молодым парнем по имени Вячеслав, который имел высокий рост и атлетическое телосложение, после чего Демичеву было предъявлено обвинение в совершении 4-го убийства.
В ходе допросов Вячеслав признался, что в совершении преступлений использовал выверенный метод: как выяснилось, свои техники по заманиванию детей в отдалённые местности он оттачивал на соседских детях. Преступник предлагал им прогуляться, посмотреть на насекомых, сходить в магазин за конфетами, после чего наблюдал за реакцией детей и за их психикой. В уголовном деле Демичева было более 30 томов. В конце 1974 года он был вывезен из СИЗО в Саратов для проведения следственного эксперимента, целью которого было воспроизведение опытным путём действий, обстановки и других обстоятельств, связанных с убийством Эллы Томич. После окончания следственного эксперимента на месте его проведения был задержан отец убитой девочки с пистолетом в руках. На допросе мужчина заявил, что явился туда с целью убийства Демичева после того, как узнал о том, что он будет присутствовать на следственном эксперименте. Отец Эллы Томич поведал следователям о том, что пистолет взял из своей военной части, для чего он специально ездил в Казахстан. На допросе он выразил сожаление о том, что опоздал и не успел застрелить Демичева. Во время судебного процесса по ходатайству адвокатов Вячеслава Демичева была проведена судебно-медицинская экспертиза, по результатам которой он был признан вменяемым. В начале 1975 года Вячеслав Демичев был признан виновным по всем пунктам обвинения и приговорён к смертной казни. В конце 1975 года он был расстрелян.
Споры о вменяемости Демичева велись несколько десятилетий. Николай Выхорев в 2020 году, вспоминая уголовное дело Демичева, охарактеризовал результаты судебно-медицинской экспертизы весьма неоднозначно:
Конечно вменяемый, он ежегодные комиссии проходил как работник пожарной службы, они к УВД относились. Он выглядел нормально, как здоровый человек. Вообще никаких вредных привычек не было. Девчонок шампанским угощал, а сам не пил. Сроду не подумаешь, что он такой зверюга. Говорил, взрослые ему приелись, надоели. Потянуло на малолеток. Всё равно считаю, что это болезнь какая-то. А врачи ничего не нашли. Не знаю, что ему в голову взбрело. Детей насиловать и убивать… Может, врачам давали команду написать так, чтобы расстрелять. Так и правильно. Таких только расстреливать.

## В массовой культуре
- Документальный фильм «Красная шапочка» из цикла «Следствие вели» (2018)[2]

В фильме Демичев фигурирует под фамилией Волков. Следователи, принимавшие участие в расследовании преступлений Демичева, весьма негативно отозвались о документальном фильме. По сюжету телепередачи, главной уликой против Демичева стала пуговица с его формы. В реальности пуговица была найдена милиционерами на месте второго убийства. Она не стала главной уликой, потому что сотрудники правоохранительных органов знали, что подозреваемый носит военную форму из показаний первой — выжившей жертвы. Также в документальном фильме объяснялось, что Демичев насиловал своих жертв из-за заражения венерической инфекцией, однако, по словам следователей, это не соответствовало действительности.